# Blind ermittelt – Zerstörte Träume
Blind ermittelt – Zerstörte Träume (Arbeitstitel: Wiener Kaltblut) ist ein österreichisch-deutscher Fernsehfilm der Krimireihe Blind ermittelt aus dem Jahr 2020 von Katharina Mückstein mit Philipp Hochmair und Andreas Guenther in den Hauptrollen. Patricia Aulitzky und Jaschka Lämmert gehören zum festen Ensemble der Reihe. Die ORF-Erstausstrahlung erfolgte am 28. Dezember 2020. Im Ersten wurde der Film erstmals am 8. April 2021 unter dem Titel Der Wien-Krimi: Blind ermittelt – Tod im Fiaker gezeigt.

## Handlung
Bei einer Vernissage stirbt der Bankier Romanus Schachner vor den Augen seiner Gäste an Kokain mit einer Spur Zyankalisalz. Zu den Besuchern der Veranstaltung zählen auch Sophie Haller und ihr Bruder Alexander. Sophie bringt sich durch Mund-zu-Mund-Beatmung selbst in Lebensgefahr. Nachdem Alex Bittermandelgeruch wahrnimmt, wird Sophie ins Krankenhaus eingeliefert.
Alex und Niko ermitteln zunächst auf eigene Faust, bis Alexander Haller von der Staatsanwaltschaft den Status eines externen Beobachters erhält. Die Recherchen führen die beiden zu einem Fiakerunternehmen, das als Drogenumschlagplatz fungieren dürfte. Niko hatte beobachtet, wie ein Fiaker kurz vor Schachners Tod auch diesen beliefert hatte. Falk versucht sich im Unternehmen als Kutscher einzuschleusen, um undercover zu ermitteln. Nachdem er im Unternehmen von Kurt Laimer abgelehnt wird, wird er von dessen Mitbewerber Alois Maxeiner als Aushilfe engagiert und lernt dessen Tochter, die frühere Springreiterin Therese, auch Resi genannt, kennen.
Zu den Verdächtigen zählt auch Schachners Witwe Solveig, die das Bankhaus erbt. Haller und Janda vermuten, dass sie mit dem Prokuristen der Bank, Dr. Christian Hohmann, gemeinsame Sache gemacht haben könnte. Zu den Fahrern von Kurt Laimer gehört Marco, er arbeitet für Laimer als Fiaker und Drogenkurier. Allerdings fehlt Alex zunächst das Motiv, warum Laimer seinen guten Kunden Schachner umbringen sollte. Laut Prokurist Hohmann war Laimer Kunde der Bank, Laimer war mit den Raten im Rückstand, Schachner wollte ihm das Darlehen kündigen. Laimer gesteht mit Drogen gehandelt zu haben, den Mord an Schachner habe er allerdings nicht begangen.
Beim nächtlichen Joggen wird Prokurist Hohmann von einem maskierten Reiter mit einer Eisenstange attackiert. Hohmann vermutet, dass dahinter Richard Riedl steckt, der durch die Riedl-Affäre, einen Anlagebetrug, in den auch die Bank involviert war, bekannt wurde und im Prozess die Alleinschuld auf sich nahm. Richard Riedl wurde vor Kurzem aus der Haft entlassen. Janda und Haller finden heraus, dass Marco und Richard Riedl dieselbe Person sind. Er bedroht Solveig Schachner mit der Waffe und fordert Geld dafür, dass er die Alleinschuld auf sich nahm.
Nachdem Riedl Solveig schwer verletzt, stellt sich Haller als Geisel im Austausch für Solveig zur Verfügung. Der mit Haller flüchtende Riedl wird von Janda und deren Assistenten Lassmann verfolgt. Die beiden spüren Riedl und Haller in der Wiener Kanalisation im Stadtpark auf, wo auf Riedl von Therese Maxeiner geschossen wird. Sie wollte sich an Richard Riedl und Romanus Schachner rächen, weil sie eine der Geschädigten in der Riedl-Affäre war und daher ihre Karriere als Springreiterin aufgeben musste, um ihren Vater zu unterstützen, nachdem ihre Mutter verstorben war. Therese Maxeiner wird schließlich von der Polizei festgenommen.

## Produktion

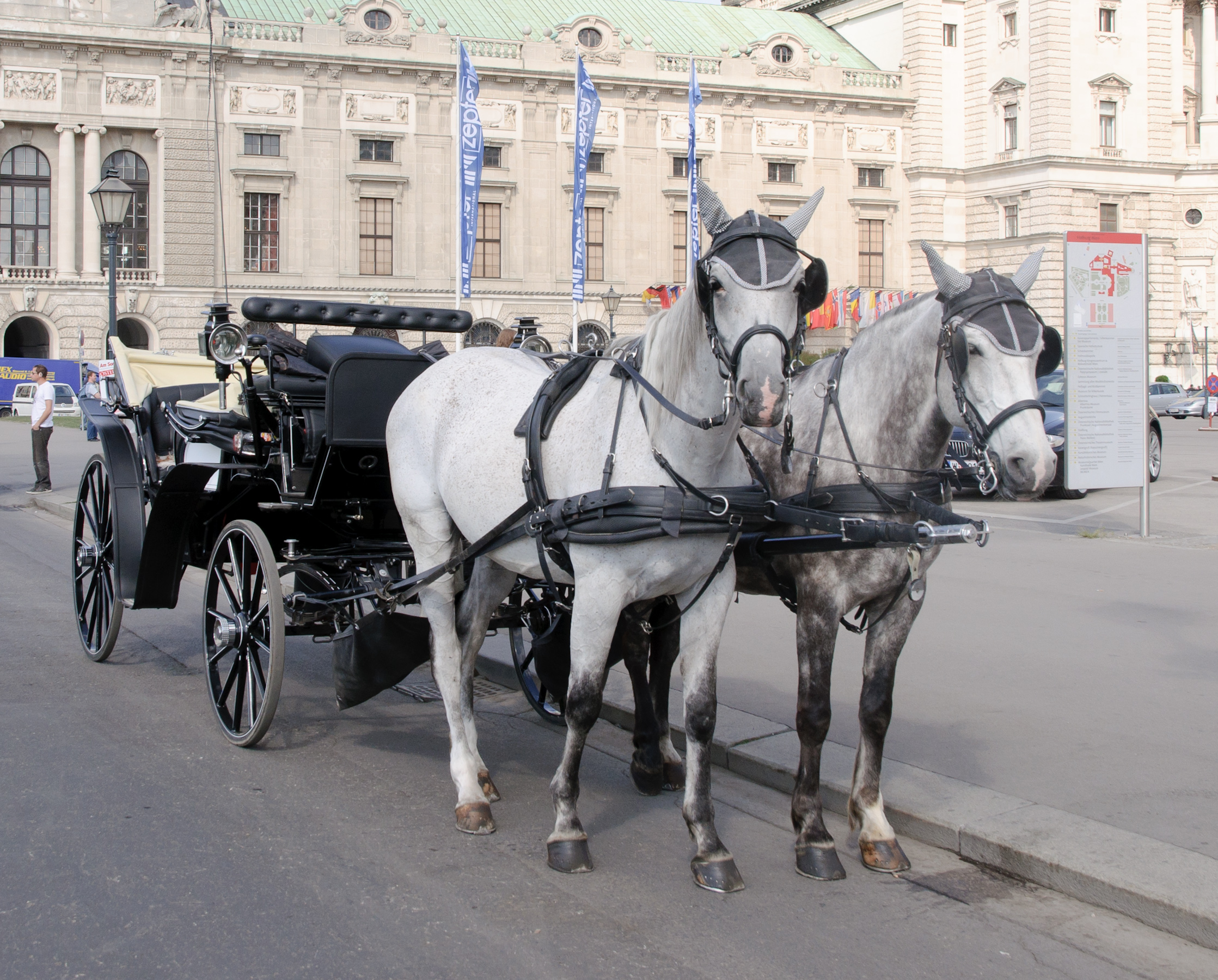
Ein Fiaker in Wien

Die Dreharbeiten fanden gemeinsam mit der Folge Endstation Zentralfriedhof vom 30. Juni bis zum 4. September 2020 statt. Gedreht wurde in Wien und Umgebung. Drehorte waren unter anderem der Karlsplatz, der Michaelerplatz und der Wiener Stadtpark.
Produziert wurde der Film von der österreichischen Mona Film und deutschen Tivoli Film der Produzenten Thomas Hroch und Gerald Podgornig. Beteiligt waren der Österreichische Rundfunk und die ARD (Degeto Film), unterstützt vom Fernsehfonds Austria und dem Filmfonds Wien.
Für das Kostümbild zeichnete Theresa Ebner-Lazek verantwortlich, für das Szenenbild Katharina Haring, Nina Salak und Attila Plangger, für den Ton Wolfgang Wanderer und für das Maskenbild Danijela Brdar und Heike Sekera.

## Rezeption

### Kritiken
Tilmann P. Gangloff schrieb auf tittelbach.tv in der Gesamtbetrachtung der zwei Folgen Tod im Fiaker und Lebendig begraben, dass Regisseurin Katharina Mückstein mit ersterer die Reihe zur ursprünglichen Qualität zurückführe. Gangloff vergibt dafür insgesamt 4 von 6 Sternen. Die Handlung sei interessant, die Bildgestaltung besonders. Die zweite Folge setze allerdings noch eins drauf, Chaabanes Inszenierung sei noch dichter. Schwungvolle Kamerafahrten, ausgefallene Perspektiven und eine ungewöhnliche Musik heben den Film deutlich über den Durchschnitt der zumeist guten Donnerstagskrimis. Insgesamt 4,5 Sterne.
Wilfried Geldner bezeichnete die Folge Tod im Fiaker im Weser-Kurier als schönen Wienkrimi, der tollkühn das Sightseeing mit dem Kokainhandel der Fiaker verwebe.

### Einschaltquoten
In Deutschland sahen den Film bei Erstausstrahlung im Ersten 5,96 Millionen Zuschauer, der Marktanteil lag bei 18,4 Prozent.